# Le Ponthou
Le Ponthou är en kommun i departementet Finistère i regionen Bretagne i västra Frankrike. Kommunen ligger i kantonen Plouigneau som tillhör arrondissementet Morlaix. År 2018 hade Le Ponthou 179 invånare.

## Befolkningsutveckling
Antalet invånare i kommunen Le Ponthou
Referens:INSEE